# Klavirska sonata št. 10 (Skrjabin)
Aleksander Skrjabin: Klavirska sonata št. 10, op. 70 (1913)
Okvirni čas trajanja: 12-13 minut
Zadnja izmed Skrjabinovih sonat, št. 10, je bila napisana 2 leti pred skladateljevo smrtjo. To delo predstavlja zaključek naporov in borb komponista za novo formo, ki naj bi bila primerna za modernistične ideje, ki so ga navdihovale, in ki sodijo bolj v področje filozofije kot pa v glasbo. Ker pa je bil Skrjabin prvenstveno glasbenik in le ljubiteljski mislec, vsebujejo vsa njegova dela mnogo več muzikalnih čarov, kot pa modroslovne prepričljivosti. Tako je tudi v njegovi poslednji sonati.
Poimenoval jo je Sonata žuželk, saj po njegovih besedah »žuželke izhajajo iz sonca in so sončni poljubi...« V njej je skladatelj prispel do prečiščenih, dokončnih izraznih sredstev, ki se sicer omejujejo na dokaj ozek izsek muzikalne izraznosti, a so vendar dovolj pestra in kontrastna, da mu je bilo možno z njimi graditi tudi obširnejše glasbene oblike. Vendar pa se v zadnjih šestih sonatah ni mogel poslužiti tradicionalne, ciklične večstavčne sonatne forme, zato so te sonate popolnoma svojevrstne tvorbe, ki nimajo s pojmom sonate, kakršne poznamo iz oblikoslovja, nobene skupne značilnosti, razen naziva.
Skladbo je krstil avtor sam (december 1913, Moskva) in jo tudi izvedel na svojem zadnjem pianističnem recitalu, 6 tednov pred svojo smrtjo (Petrograd, februar 1915).
V tem enostavčnem delu lahko slišimo priljubljene Skrjabinove motive: takoj na začetku osnovno misel, ki je tesno povezana z naravo ali celo s ptičjim petjem, priključi pa se mu motiv hrepenenja in želje po povezavi z naravo. Po tem počasnem uvodu prične pravi sonatni allegro, ki prinaša bleščeče, s trilčki kar preobložene misli borbenega značaja. S to motiviko operira skladatelj dokaj samovoljno in očitno brez predhodnega načrta, motivi se svobodno prepletajo, dvigajo in padajo s harmonskimi sekvencami in se slednjič osredotočijo v mogočno, s strani klavirske tehnike presenetljivo zvočno kulminacijo, po kateri se v bežnem vrvežu podijo misli proti vedno bolj razvnetemu zaključku. Kljub temu se proti koncu mirno ponovijo osnovne glasbene misli in delo se zaključi, tako kot večina Skrjabinovih skladb, v mirnem vzvišenem vzdušju, ali kakor pravi skladatelj sam: »v sladkem hrepenenju, ki vedno bolj umira«. S temi besedami je morda avtor sam najbolje označil osnovni značaj svojih skladb, ki jih nese hrepenenje, dokler ne ugasne. Zanimivo je tudi, da je znal ravno Skrjabin na presenetljivo prepričljiv način s toni predočiti razpoloženje v naravi in to s sredstvi, ki so vse prej kot preprosta, saj je izumetničenost njegove govorice največja ovira za občo spoznavo njegovega dela.